# Френсіс Шрот
Френсіс Шрот (англ. Frances Schroth, 11 квітня 1893 — 6 жовтня 1961) — американська плавчиня.
Олімпійська чемпіонка 1920 року.